# Rita Irasema
Rita Irasema Aragón Álvarez (l'Havana, Cuba, 7 de gener de 1954), és una cantant, compositora, guionista i presentadora de televisió espanyola.

## Biografia
Nascuda en una família de llarga tradició circense, la Família Aragón, i és filla d'Emilio Aragón Bermúdez, conegut com a "Miliki" en la seva carrera com a pallasso i germana d'Emilio Aragón Álvarez.
Va debutar en directe en televisió als 4 anys interpretant La vida en rosa en la concertina. En 1965 Rita Irasema col·labora amb la seva germana Pilar i les seves cosines (filles de Gaby) Maribel i Mari Carmen en el disc El show de las 5 de Gaby Fofó i Miliki, dos anys més tard estrenen Gaby, Fofó i Miliki un programa a Veneçuela que es titula El show de las 5 en què Rita i les tres nenes col·laboren, es fan tan famoses que les nenes del país imiten els seus pentinats, però al final decideixen no treure-les més perquè el seu físic sembla que distreu massa.
De retorn a Espanya, acaba la seva carrera de Música en el Real Conservatori de Música de Madrid amb Premi Fi de Carrera en Harmonia i Esment d'Honor en Piano. Cursa també estudis de cant líric amb Inés Rivadeneira. Presenta per a TVE el miniespai Amigos y canciones del mundo dins del programa infantil Hoy también es fiesta (1973-1974).
Debuta en teatre en 1976 de la mà de Manolo Collado en Godspell, al costat dels seus germans Emilio, Pilar i Amparo. Escriu i estrena la comèdia musical Pepín en el viaje a los planetas dirigida per Emilio Aragón en el Teatre Alcalá. En 1990 Guanya el Premi Daniel Montorio per la millor música de Teatre de l'Any, per la comèdia musical Les quatre cartes, estrenada en el Teatre Infanta Isabel.
En 1981 va publicar amb èxit un LP: Lanza perfume. Tres anys després torna a televisió per posar-se al capdavant del concurs infantil Leo contra todos.
En la segona meitat dels anys vuitanta, es va unir artísticament al seu pare, i junts van gravar diversos discos per al públic infantil i van muntar diversos espectacles teatrals entre ells: La vuelta al mundo en 30 minutos, El fantasma de la sopera i El flautista de Hamelin.
Rita va escriure els espectacles musicals No sé atar mis zapatos i Estás contento, sí señor presentant-los en els festivals de música teatrals del país. Acaba la seva trajectòria en teatre amb Uno y una son tres, espectacle musical que va presentar amb el seu pare, al costat de Manuel Feijóo, fill de Rita.
Amb l'arribada de les televisions privades, va ser contractada al costat del seu pare Miliki primer per Antena 3, on van presentar La merienda (1990-1991) i La guardería (1990-1991), més endavant per Telecinco, amb Superguay (1991-1993) i finalment per Televisió espanyola, amb El gran circo de TVE entre 1993 i 1995.
L'any següent, sempre al costat del seu pare, engeguen l'espectacle teatral El circo del arte, iniciativa del seu germà Emilio Aragón i el seu pare per rehabilitar l'espectacle circense. L'espectacle es manté fins a 1999.
Quant a la seva faceta de compositora i lletrista figuren els tres àlbums que va gravar el grup infantil Monano i Su seva Banda i els 5 àlbums que va gravar amb el seu pare.
Ha compost per a altres artistes i també ha interpretat capçaleres de televisió com "Noeli", "Sin ir más lejos", "La guarderia", "Amigos y canciones del mundo", "El circo de televisión", "Superguay", "Tompy, el conejito de trapo", anuncis de ràdio, etc. I com aficionada a l'orquestració, va compondre tota la música incidental dels seus programes de televisió.
En 2003 va gravar un disc per al públic adult: Cómo hemos cambiado, en el qual versiona temes de Joaquín Sabina, Santiago Auserón, Manolo Tena o Antonio Vega a ritme de bolero.

## Vida personal
Rita Irasema és filla del pallasso Emilio Aragón "Miliki" i de la cubana Rita Violeta Álvarez Fernández. Rita té tres germans Maria Pilar que és una empresària i treballadora en Globomedia, l'actor i músic Emilio Aragón i Maria Amparo una escenògrafa del concurs El gran juego de la oca i la sèrie Médico de Familia. Està casada amb Manuel Feijóo, un empresari de circ i és mare de l'actor i guionista Manuel Feijóo, del cantant Néstor Feijóo i del comediant Emilio Feijóo.

## Televisió
- El show de las cinco, Canal 8 (1968)
- Hoy también es fiesta, TVE (1973-1974)
- El gran circo de TVE (1979)
  - El gran circo de TVE (27 de diciembre de 1979)
- Leo contra todos, TVE (1983-1984)
- Un, dos, tres...responda otra vez, (TVE-1) (1987) (Invitada junt amb Miliki)
- La merienda, Antena 3 (1990-1991)
- La guardería, Antena 3 (1990-1991)
- Superguay, Telecinco (1991-1993)
- El gran circo de TVE, TVE (1993-1995)
- Telepasión española (TVE-1) (1994, 1995 i 1999)
- Médico de familia, Telecinco (1996) (Invitada)
- Trilocos, La 2 (1999-2002)
- Gala Unicef, A mis niños de 30 años, (TVE-1) (1999)

## Discografia
- Gaby, Fofó y Miliki y familia en el Show de las 5 (1965)
- La familia unida (1976)
- Lanza perfume (1981)
- Lanza perfume / Impresiones (single) (1981)
- La vuelta al mundo en 30 minutos (1986)
- Super disco fiesta / mundo de papel (single) (1987)
- La fiesta (1987)
- El cocodrilo dormidito / Vaya caras, vaya jetas (single) (1987)
- El flautista de Hamelín (1988)
- El flautista de Hamelín (single) (1988)
- La orquesta eres tú / En la escuela (single) (1988)
- Vamos a marcarnos una canción (1991)
- Navidad / Este coche está gafao (single) (1991)
- No sé atar mis zapatos / Mi abuela (single) (1991)
- Superdiscoguay (1992)
- ¿Estas contento? ¡Si señor! (1994)
- Miliki y Rita Irasema (1994)
- Miliki y Rita Irasema y Los payasos de la Tele (1995)
- A mis niños de 30 años (1999)
- El desván mágico de Miliki (2003)
- Cómo hemos cambiado (boleros del siglo XXI) (2003)[8]

## Filmografia
- 2002: Miliki presenta... Había Una Vez. (veu)
- 2003: El desván mágico de Miliki.

## Espectacles
- Pepín en el viaje a los planetas (1984)
- La vuelta al mundo en 80 minutos (1986)
- El flautista de Hamelín (1987)
- Pon la cara feliz (1989)
- Una sonrisa y una flor (1991)
- Mimus (1996)
- Máscaras (1997)
- Sueños en la pista (1998)